# زلزال هاواي 2018
ضرب زلزال شدته 6.9 على مقياس درجة العزم جزيرة هاواي (بيغ آيلاند) الواقعة في أرخبيل هاواي الأمريكي يوم 4 مايو عام 2018 حوالي الساعة 12:33 مساءً بالتوقيت المحلي. ويقع مركز الزلزال السطحي بالقرب من الجانب الجنوبي لبركان كيلاويا الدرعي، وقد شهدت هذه المنطقة نشاطاً زلزالياً وبركانياً منذ أواخر شهر أبريل من ذلك العام. وتزامن وقوع الزلزال مع تدفق الحمم عند البركان. وكانت هذه المنطقة قد تضررت سابقاً من زلزال وقع عام 1975، أدى حينها إلى مقتل شخصين وإصابة 28 آخرين.
بلغت أعلى شدة للزلزال على مقياس ميركالي المعدل الدرجة الثامنة VIII (شديدة). وقد سبق هذا الزلزال وقوع هزة أصغر بلغت شدتها 5.4، وشعر بها سكان هذه الجزيرة وشعر بها أيضاً سكان جزيرة أواهو.
أدى الزلزال إلى حدوث موجة تسونامي صغيرة بلغت قيمة أقصى ارتفاع لها 40 سنتيمتر في كابوهو وبلغ 20 سنتيمتر في هيلو وبلغ ارتفاعها 15 سنتيمتر في موقع هونوابو، ولكن عموماً لم يُلاحظ أي تغير يذكر في ارتفاع الماء على الشوطئ.

## الأضرار
ألحقت الهزة أضراراً بعدد من المباني وسببت انهيارات أرضية أدت بدورها إلى تضرر الشواطئ ونتج عنها ظهور تشققات في أحد الطرق ما عطل حركة السير عليه. كما اضطر عدد من السكان القاطنين على الساحل الجنوبي الشرقي لجزيرة هاواي الكبيرة (بيغ آيلاند) لإخلاء منازلهم نتيجة تدفق الحمم والانبعاثات البركانية.
|  |  |  |